# Kasavigondanahalli, Challakere
Kasavigondanahalli là một làng thuộc tehsil Challakere, huyện Chitradurga, bang Karnataka, Ấn Độ.